# 순다 문자
표준 순다 문자(Aksara Sunda Baku, ᮃᮊ᮪ᮞᮛ ᮞᮥᮔ᮪ᮓ ᮘᮊᮥ)는 순다어를 표기하기 위한 문자로, 14~18세기에 쓰이던 고대 순다 문자를 기반으로 하여 현대에 다시 정립되었다. 인도의 팔라바 문자의 영향을 받은 아부기다형 문자 체계로, 17세기부터 자바 문자, 페곤 문자, 그리고 라틴 문자 표기의 영향력에 밀려 거의 쓰이지 않게 되었으나 1996년 서자바주 지방 정부가 다시 표준 순다 문자를 정립하여 공식 문자로 채택할 계획을 발표하여 홍보하고 있다.

## 같이 보기
- 순다어
- 페곤 문자